# Dinastía XXVIII de Egipto
La Dinastía XXVIII o Vigesimoctava Dinastía de Egipto transcurre del año 404 al 399 a. C. 
Esta dinastía tuvo un solo gobernante, Amirteo (Amirtaeus), que era descendiente de los reyes saitas de la dinastía XXVI. Amirteo dirigió una rebelión contra Artajerjes II, triunfante en parte de Egipto, aunque no llegó a controlar mucho territorio. Se conoce muy poco de su reinado, que duró seis años, y no se han encontrado monumentos de su época. Su muerte se registra en el papiro Arameo de Brooklyn.
Junto con las dinastías XXVI, XXVII, XXIX, XXX y XXXI constituye el periodo tardío de Egipto.

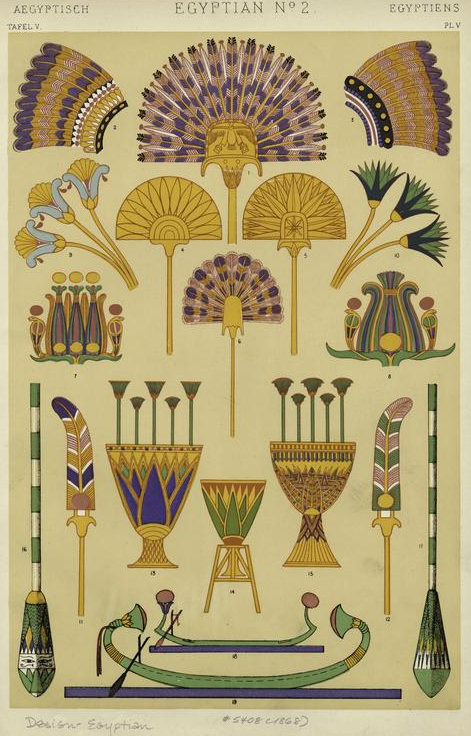
Arte egipcio.

## Faraones de la dinastía XXVIII de Egipto
| Nombre  | Comentarios                             | Reinado       |
| ------- | --------------------------------------- | ------------- |
| Amirteo | Venció a los ocupantes persas de Egipto | 404–399 a. C. |

## Cronología de la dinastía XXVIII
Cronología estimada por los egiptólogos: 
- Único faraón: Amirteo, 405/401 - 399 a. C.[2]